# Ciral
Ciral é uma comuna francesa na região administrativa da Normandia, no departamento Orne. Estende-se por uma área de 17,71 km². Em 2010 a comuna tinha 404 habitantes (densidade: 22,8 hab./km²).